# Родничнодольский сельсовет
Родничнодольский сельсовет — сельское поселение в Переволоцком районе Оренбургской области Российской Федерации.
Административный центр — село Родничный Дол.

## История
Статус и границы сельского поселения установлены Законом Оренбургской области от 2 сентября 2004 года № 1424/211-III-ОЗ «О наделении муниципальных образований Оренбургской области статусом муниципального района, городского округа, городского поселения, установлении и изменении границ муниципальных образований».

## Население
| 2010  | 2012  | 2013  | 2014  | 2015  | 2016  | 2017  |
| ----- | ----- | ----- | ----- | ----- | ----- | ----- |
| 1597  | ↘1562 | ↗1568 | ↘1540 | ↘1534 | ↘1503 | ↘1485 |
| 2018  | 2019  | 2020  | 2021  |       |       |       |
| ↘1441 | ↘1436 | ↘1415 | ↘1383 |       |       |       |

## Состав сельского поселения
| № | Населённый пункт | Тип населённого пункта       | Население |
| - | ---------------- | ---------------------------- | --------- |
| 1 | Краснополье      | село                         | 150       |
| 2 | Родничный Дол    | село, административный центр | 1006      |
| 3 | Рычковка         | село                         | 262       |
| 4 | Шуваловка        | село                         | 179       |